# Jane Alpert
Jane Lauren Alpert, född 20 maj 1947 i New York, är en amerikansk feminist och författare.
Alpert var i slutet av 1960-talet i radikal aktivist; hon ingick i redaktionen för tidningen Rat och var pådrivande för dess omvandling till en kvinnotidning.. I maj 1970 gick hon under jorden för att undvika straff för sprängattentat mot flera byggnader i New York, utförda av den vänsterradikala gruppen The Weathermen. Under denna tid förändrades hennes syn på politik och den mansdominerade vänstern och hon drogs till feminismen. År 1973 skrev hon i ett öppet brev till sina systrar i Weather Underground att hon tog avstånd från sina tidigare lojaliteter och uttryckte sin övertygelse om att en feministisk revolution skulle resultera i ett nytt matriarkat, en teori som hon kallade "moderrätt". Hon gav upp 1974 och kvinnorörelsen splittrades i vänsteranhängarna, som betraktade henne som en förrädare, och de som gav henne sitt stöd som kvinna med främsta lojalitet mot andra kvinnor. Hon tillbringade 27 månader i fängelse. I sin självbiografi Growing Up Underground (1981) skrev hon att hon uppfattade feminismen som ett sätt att arbeta för de samhällsförändringar som alltid eftersträvat, men inte längre som en matriarkal ideologi.
Alpert har senare medverkat i Strategies for ending violence against women: building solutions, forging a strategy for change (tillsammans med Vivian Todini, 1994) och Deaf people in the Holocaust: the extraordinary story (tillsammans med Irving Greenberg, 2003).